# Élections départementales de 2015 dans les Alpes-de-Haute-Provence
Les élections départementales ont lieu les 22 et 29 mars 2015.

## Contexte départemental

### Assemblée départementale sortante
Avant les élections, le Conseil général des Alpes-de-Haute-Provence est présidé par Gilbert Sauvan (PS). Il comprend 30 conseillers généraux issus des 30 cantons des Alpes-de-Haute-Provence. Après le redécoupage cantonal de 2014, ce sont 30 conseillers qui seront élus au sein des 15 nouveaux cantons des Alpes-de-Haute-Provence.
| Parti                                | Sigle | Sigle | Élus |
| ------------------------------------ | ----- | ----- | ---- |
| Majorité (24 sièges)                 |       |       |      |
| Parti socialiste                     |       | PS    | 15   |
| Divers gauche                        |       | DVG   | 6    |
| Parti communiste français            |       | PCF   | 2    |
| Europe Écologie Les Verts            |       | EÉLV  | 1    |
| Opposition (6 sièges)                |       |       |      |
| Divers droite                        |       | DVD   | 4    |
| Union pour un mouvement populaire    |       | UMP   | 1    |
| Union des démocrates et indépendants |       | UDI   | 1    |
| Président du conseil général         |       |       |      |
| Gilbert Sauvan (PS)                  |       |       |      |

### Assemblée départementale élue
| Parti                                | Sigle | Sigle | Élus |
| ------------------------------------ | ----- | ----- | ---- |
| Majorité (20 sièges)                 |       |       |      |
| Parti socialiste                     |       | PS    | 16   |
| Divers gauche                        |       | DVG   | 2    |
| Europe Écologie Les Verts            |       | EÉLV  | 2    |
| Opposition (10 sièges)               |       |       |      |
| Divers droite                        |       | DVD   | 4    |
| Union pour un mouvement populaire    |       | UMP   | 4    |
| Union des démocrates et indépendants |       | UDI   | 2    |
| Président du conseil départemental   |       |       |      |
| Gilbert Sauvan (PS)                  |       |       |      |

## Résultats à l'échelle du département

### Résultats par nuances du ministère de l'Intérieur
Les nuances utilisées par le ministère de l'Intérieur ne tiennent pas compte des alliances locales.
| Binômes        | Binômes            | Premier tour | Premier tour | Second tour | Second tour | Sièges |
| Binômes        | Binômes            | Voix         | %            | Voix        | %           | Sièges |
| -------------- | ------------------ | ------------ | ------------ | ----------- | ----------- | ------ |
|                | PS                 | 15 303       | 23,51        | 23 104      | 36,00       | 18     |
|                | FG                 | 8 191        | 12,58        | 1 678       | 2,61        | 0      |
|                | DVG                | 4 138        | 6,36         | 2 654       | 4,14        | 2      |
|                | EÉLV               | 1 836        | 2,82         |             |             |        |
| Gauche         | Gauche             | 29 468       | 45,27        | 27 436      | 42,75       | 20     |
|                |                    |              |              |             |             |        |
|                | Union de la droite | 12 121       | 18,62        | 8 917       | 13,89       | 4      |
|                | UMP                | 6 325        | 9,72         | 9 265       | 14,44       | 2      |
|                | DVD                | 3 980        | 6,11         | 4 749       | 7,40        | 4      |
|                | DLF                | 339          | 0,52         |             |             |        |
| Droite         | Droite             | 22 765       | 34,97        | 22 931      | 35,73       | 10     |
|                |                    |              |              |             |             |        |
|                | FN                 | 11 567       | 17,77        | 12 606      | 19,64       | 0      |
|                | EXD                | 988          | 1,52         | 1 208       | 1,88        | 0      |
| Extrême droite | Extrême droite     | 12 555       | 19,29        | 13 814      | 21,52       | 0      |
|                |                    |              |              |             |             |        |
|                | Divers             | 311          | 0,48         |             |             |        |
|                |                    |              |              |             |             |        |
| Inscrits       | Inscrits           | 125 163      | 100,00       | 125 159     | 100,00      |        |
| Abstentions    | Abstentions        | 55 896       | 44,66        | 54 282      | 43,37       |        |
| Votants        | Votants            | 69 267       | 55,34        | 70 877      | 56,63       |        |
| Blancs         | Blancs             | 2 819        | 4,07         | 4 462       | 6,30        |        |
| Nuls           | Nuls               | 1 349        | 1,95         | 2 234       | 3,15        |        |
| Exprimés       | Exprimés           | 65 099       | 93,98        | 64 181      | 90,55       |        |

### Résultats par canton
| Canton                     | Conseiller sortant          | Parti                    | Parti       | Conseiller élu               | Parti           | Parti           |
| -------------------------- | --------------------------- | ------------------------ | ----------- | ---------------------------- | --------------- | --------------- |
| Allos-Colmars              | Alberte Vallée              |                          | DVG         | Canton supprimé              | Canton supprimé | Canton supprimé |
| Annot                      | Jean Ballester*             |                          | DVD         | Canton supprimé              | Canton supprimé | Canton supprimé |
| Banon                      | Jean-Louis Adrian*          |                          | PS          | Canton supprimé              | Canton supprimé | Canton supprimé |
| Barcelonnette              | Lucien Gilly                |                          | PS          | Sophie Vaginay-Ricourt       |                 | DVD             |
| Barcelonnette              | Lucien Gilly                | Roger Masse              | PS          |                              | DVD             |                 |
| Barrême                    | Bernard Molling*            |                          | DVG         | Canton supprimé              | Canton supprimé | Canton supprimé |
| Castellane                 | Gilbert Sauvan              |                          | PS          | Alberte Vallée               |                 | PS              |
| Castellane                 | Gilbert Sauvan              | Gilbert Sauvan           | PS          |                              | PS              |                 |
| Château-Arnoux-Saint-Auban | Canton créé                 | Canton créé              | Canton créé | Sandrine Cosserat            |                 | EÉLV            |
| Château-Arnoux-Saint-Auban | Canton créé                 | Canton créé              | Canton créé | Claude Fiart                 |                 | PS              |
| Digne-les-Bains-Est        | René Massette               |                          | PS          | Canton supprimé              | Canton supprimé | Canton supprimé |
| Digne-les-Bains-Ouest      | Françoise Bérenguier-Boyer* |                          | PS          | Canton supprimé              | Canton supprimé | Canton supprimé |
| Digne-les-Bains-1          | Canton créé                 | Canton créé              | Canton créé | Geneviève Primiterra         |                 | PS              |
| Digne-les-Bains-1          | Canton créé                 | Canton créé              | Canton créé | René Massette                |                 | PS              |
| Digne-les-Bains-2          | Canton créé                 | Canton créé              | Canton créé | Patricia Granet              |                 | DVG             |
| Digne-les-Bains-2          | Canton créé                 | Canton créé              | Canton créé | Serge Carel                  |                 | DVG             |
| Entrevaux                  | Gilbert Laurent*            |                          | DVD         | Canton supprimé              | Canton supprimé | Canton supprimé |
| Forcalquier                | Jacques Échalon*            |                          | DVG         | Sophie Balasse               |                 | PS              |
| Forcalquier                | Jacques Échalon*            | Khaled Benferhat         | DVG         |                              | PS              |                 |
| La Javie                   | Jean-Yves Roux              |                          | PS          | Canton supprimé              | Canton supprimé | Canton supprimé |
| La Motte-du-Caire          | Marcel Clément*             |                          | PS          | Canton supprimé              | Canton supprimé | Canton supprimé |
| Le Lauzet-Ubaye            | Jean-Claude Michel*         |                          | PS          | Canton supprimé              | Canton supprimé | Canton supprimé |
| Manosque-Nord              | Roland Aubert               |                          | PS          | Canton supprimé              | Canton supprimé | Canton supprimé |
| Manosque-Sud-Est           | Yannick Philipponneau       |                          | PCF         | Canton supprimé              | Canton supprimé | Canton supprimé |
| Manosque-Sud-Ouest         | Sylviane Chaumont           |                          | DVG         | Canton supprimé              | Canton supprimé | Canton supprimé |
| Manosque-1                 | Canton créé                 | Canton créé              | Canton créé | Stéphanie Colombero          |                 | UMP             |
| Manosque-1                 | Canton créé                 | Canton créé              | Canton créé | Jacques Brès                 |                 | UDI             |
| Manosque-2                 | Canton créé                 | Canton créé              | Canton créé | Emmanuelle Fontaine-Domeizel |                 | PS              |
| Manosque-2                 | Canton créé                 | Canton créé              | Canton créé | Roland Aubert                |                 | PS              |
| Manosque-3                 | Canton créé                 | Canton créé              | Canton créé | Clotilde Berki               |                 | UDI             |
| Manosque-3                 | Canton créé                 | Canton créé              | Canton créé | Jean-Claude Castel           |                 | UMP             |
| Les Mées                   | Serge Sardella              |                          | DVD         | Canton supprimé              | Canton supprimé | Canton supprimé |
| Mézel                      | André Laurens               |                          | PS          | Canton supprimé              | Canton supprimé | Canton supprimé |
| Moustiers-Sainte-Marie     | Michèle Bizot-Gastaldi      |                          | PCF         | Canton supprimé              | Canton supprimé | Canton supprimé |
| Noyers-sur-Jabron          | Pierre-Yves Vadot*          |                          | PS          | Canton supprimé              | Canton supprimé | Canton supprimé |
| Oraison                    | Canton créé                 | Canton créé              | Canton créé | Guylaine Lefebvre            |                 | DVD             |
| Oraison                    | Canton créé                 | Canton créé              | Canton créé | Serge Sardella               |                 | DVD             |
| Peyruis                    | Gérard de Meester*          |                          | EÉLV        | Canton supprimé              | Canton supprimé | Canton supprimé |
| Reillanne                  | Pierre Pourcin              |                          | PS          | Brigitte Reynaud             |                 | EÉLV            |
| Reillanne                  | Pierre Pourcin              | Pierre Pourcin           | PS          |                              | PS              |                 |
| Riez                       | Michel Zorzan*              |                          | PS          | Delphine Bagarry             |                 | PS              |
| Riez                       | Michel Zorzan*              | André Laurens            | PS          |                              | PS              |                 |
| Saint-André-les-Alpes      | Jacques Boétti              |                          | UMP         | Canton supprimé              | Canton supprimé | Canton supprimé |
| Saint-Étienne-les-Orgues   | Félix Moroso*               |                          | DVG         | Canton supprimé              | Canton supprimé | Canton supprimé |
| Seyne                      | Michel Rey*                 |                          | DVG         | Evelyne Faure                |                 | PS              |
| Seyne                      | Michel Rey*                 | Jean-Yves Roux           | DVG         |                              | PS              |                 |
| Sisteron                   | Claude Brémond*             |                          | UDI         | Isabelle Morineau            |                 | UMP             |
| Sisteron                   | Claude Brémond*             | Robert Gay               | UDI         |                              | UMP             |                 |
| Turriers                   | Élie Aguillon*              |                          | DVD         | Canton supprimé              | Canton supprimé | Canton supprimé |
| Valensole                  | Maurice Chaspoul*           |                          | PS          | Nathalie Ponce-Gassier       |                 | PS              |
| Valensole                  | Maurice Chaspoul*           | Jean-Christophe Petrigny | PS          |                              | PS              |                 |
| Volonne                    | Claude Fiaert               |                          | PS          | Canton supprimé              | Canton supprimé | Canton supprimé |

* Conseillers généraux sortants ne se représentant pas

## Résultats par canton

### Canton de Barcelonnette
| Candidats            | Candidats              | Partis      | Partis      | Premier tour | Premier tour | Second tour | Second tour |
| Candidats            | Candidats              | Partis      | Partis      | Voix         | %            | Voix        | %           |
| -------------------- | ---------------------- | ----------- | ----------- | ------------ | ------------ | ----------- | ----------- |
| 1                    | Roger Masse            |             | DVD         | 1 367        | 43,30        | 1 944       | 57,86       |
| 1                    | Sophie Vaginay-Ricourt |             | DVD         | 1 367        | 43,30        | 1 944       | 57,86       |
| 2                    | Sandrine Boissé        |             | PS          | 1 297        | 41,08        | 1 416       | 42,14       |
| 2                    | Lucien Gilly*          |             | PS          | 1 297        | 41,08        | 1 416       | 42,14       |
| 3                    | Michel Lanfranchi      |             | UMP         | 493          | 15,62        |             |             |
| 3                    | Irène Masse            |             | UDI         | 493          | 15,62        |             |             |
|                      |                        |             |             |              |              |             |             |
| Inscrits             | Inscrits               | Inscrits    | Inscrits    | 6 664        | 100,00       | 6 664       | 100,00      |
| Abstentions          | Abstentions            | Abstentions | Abstentions | 3 176        | 47,66        | 3 053       | 45,81       |
| Votants              | Votants                | Votants     | Votants     | 3 488        | 52,34        | 3 611       | 54,19       |
| Blancs               | Blancs                 | Blancs      | Blancs      | 216          | 6,19         | 195         | 5,40        |
| Nuls                 | Nuls                   | Nuls        | Nuls        | 115          | 3,30         | 56          | 1,55        |
| Exprimés             | Exprimés               | Exprimés    | Exprimés    | 3 157        | 90,51        | 3 360       | 50,42       |
| * conseiller sortant |                        |             |             |              |              |             |             |

### Canton de Castellane
| Candidats            | Candidats            | Partis      | Partis      | Premier tour | Premier tour | Second tour | Second tour |
| Candidats            | Candidats            | Partis      | Partis      | Voix         | %            | Voix        | %           |
| -------------------- | -------------------- | ----------- | ----------- | ------------ | ------------ | ----------- | ----------- |
| 1                    | Gilbert Sauvan*      |             | PS          | 2 200        | 42,61        | 2 712       | 50,53       |
| 1                    | Alberte Vallée*      |             | PS          | 2 200        | 42,61        | 2 712       | 50,53       |
| 2                    | Jacques Boetti*      |             | UMP         | 1 900        | 36,80        | 2 655       | 49,47       |
| 2                    | Magali Surle-Girieud |             | UMP         | 1 900        | 36,80        | 2 655       | 49,47       |
| 3                    | Jeannine Douzon      |             | FN          | 1 063        | 20,59        |             |             |
| 3                    | Christian Louis      |             | FN          | 1 063        | 20,59        |             |             |
|                      |                      |             |             |              |              |             |             |
| Inscrits             | Inscrits             | Inscrits    | Inscrits    | 8 568        | 100,00       | 8 568       | 100,00      |
| Abstentions          | Abstentions          | Abstentions | Abstentions | 3 135        | 36,59        | 2 825       | 32,98       |
| Votants              | Votants              | Votants     | Votants     | 5 433        | 63,41        | 5 742       | 67,02       |
| Blancs               | Blancs               | Blancs      | Blancs      | 193          | 3,55         | 254         | 4,42        |
| Nuls                 | Nuls                 | Nuls        | Nuls        | 77           | 1,42         | 121         | 2,11        |
| Exprimés             | Exprimés             | Exprimés    | Exprimés    | 5 163        | 95,03        | 5 367       | 62,65       |
| * conseiller sortant |                      |             |             |              |              |             |             |

### Canton de Château-Arnoux-Saint-Auban
| Candidats            | Candidats            | Partis      | Partis      | Premier tour | Premier tour | Second tour | Second tour |
| Candidats            | Candidats            | Partis      | Partis      | Voix         | %            | Voix        | %           |
| -------------------- | -------------------- | ----------- | ----------- | ------------ | ------------ | ----------- | ----------- |
| 1                    | Sandrine Cosserat    |             | EÉLV        | 1 835        | 36,20        | 2 551       | 47,27       |
| 1                    | Claude Fiaert*       |             | PS          | 1 835        | 36,20        | 2 551       | 47,27       |
| 2                    | Odile Brun           |             | FN          | 1 282        | 25,29        | 1 227       | 22,73       |
| 2                    | Éric Pinzelli        |             | FN          | 1 282        | 25,29        | 1 227       | 22,73       |
| 3                    | Bérengère Bonnafoux  |             | UMP         | 1 257        | 24,80        | 1 619       | 30,00       |
| 3                    | Jacques Bonte        |             | UMP         | 1 257        | 24,80        | 1 619       | 30,00       |
| 4                    | Guillaume Julien     |             | PCF         | 384          | 7,58         |             |             |
| 4                    | Soréa Toumani        |             | E!          | 384          | 7,58         |             |             |
| 5                    | André Masini         |             | DVD         | 311          | 6,14         |             |             |
| 5                    | Véronique Schittulli |             | DVD         | 311          | 6,14         |             |             |
|                      |                      |             |             |              |              |             |             |
| Inscrits             | Inscrits             | Inscrits    | Inscrits    | 9 433        | 100,00       | 9 432       | 100,00      |
| Abstentions          | Abstentions          | Abstentions | Abstentions | 4 161        | 44,11        | 3 807       | 40,36       |
| Votants              | Votants              | Votants     | Votants     | 5 272        | 55,89        | 5 625       | 59,64       |
| Blancs               | Blancs               | Blancs      | Blancs      | 152          | 2,88         | 161         | 2,86        |
| Nuls                 | Nuls                 | Nuls        | Nuls        | 51           | 0,97         | 67          | 1,19        |
| Exprimés             | Exprimés             | Exprimés    | Exprimés    | 5 069        | 96,15        | 5 397       | 95,95       |
| * conseiller sortant |                      |             |             |              |              |             |             |

### Canton de Digne-les-Bains-1
| Candidats            | Candidats            | Partis      | Partis      | Premier tour | Premier tour | Second tour | Second tour |
| Candidats            | Candidats            | Partis      | Partis      | Voix         | %            | Voix        | %           |
| -------------------- | -------------------- | ----------- | ----------- | ------------ | ------------ | ----------- | ----------- |
| 1                    | René Massette*       |             | PS          | 1 246        | 29,65        | 2 078       | 52,75       |
| 1                    | Geneviève Primiterra |             | PS          | 1 246        | 29,65        | 2 078       | 52,75       |
| 2                    | Christian Barbero    |             | UMP         | 962          | 22,89        | 1 861       | 47,25       |
| 2                    | Émilie Bec-Albanese  |             | UMP         | 962          | 22,89        | 1 861       | 47,25       |
| 3                    | Catherine Brun       |             | FN          | 927          | 22,06        |             |             |
| 3                    | Alexis de Vita       |             | FN          | 927          | 22,06        |             |             |
| 4                    | Denis Baille         |             | FG          | 483          | 11,49        |             |             |
| 4                    | Nathalie Esposito    |             | FG          | 483          | 11,49        |             |             |
| 5                    | Gilles Brest         |             | EÉLV        | 450          | 10,71        |             |             |
| 5                    | Colette Charriau     |             | EÉLV        | 450          | 10,71        |             |             |
| 6                    | Lionel Thonnatte     |             | LS          | 135          | 3,21         |             |             |
| 6                    | Isabelle Wasicek     |             | LS          | 135          | 3,21         |             |             |
|                      |                      |             |             |              |              |             |             |
| Inscrits             | Inscrits             | Inscrits    | Inscrits    | 8 093        | 100,00       | 8 089       | 100,00      |
| Abstentions          | Abstentions          | Abstentions | Abstentions | 3 645        | 45,04        | 3 676       | 45,44       |
| Votants              | Votants              | Votants     | Votants     | 4 448        | 54,96        | 4 413       | 54,56       |
| Blancs               | Blancs               | Blancs      | Blancs      | 158          | 3,55         | 301         | 6,82        |
| Nuls                 | Nuls                 | Nuls        | Nuls        | 87           | 1,96         | 173         | 3,92        |
| Exprimés             | Exprimés             | Exprimés    | Exprimés    | 4 203        | 94,49        | 3 939       | 89,26       |
| * conseiller sortant |                      |             |             |              |              |             |             |

### Canton de Digne-les-Bains-2
| Candidats   | Candidats                 | Partis      | Partis      | Premier tour | Premier tour | Second tour | Second tour |
| Candidats   | Candidats                 | Partis      | Partis      | Voix         | %            | Voix        | %           |
| ----------- | ------------------------- | ----------- | ----------- | ------------ | ------------ | ----------- | ----------- |
| 1           | Serge Carel               |             | DVG         | 1 252        | 26,57        | 2 654       | 58,11       |
| 1           | Patricia Granet           |             | DVG         | 1 252        | 26,57        | 2 654       | 58,11       |
| 2           | Nicolas Cartaut           |             | FN          | 1 208        | 25,64        | 1 913       | 41,89       |
| 2           | Christèle Troude          |             | FN          | 1 208        | 25,64        | 1 913       | 41,89       |
| 3           | Brigitte Beaumeyer        |             | UDI         | 934          | 19,82        |             |             |
| 3           | Jean-Paul Casanova        |             | UMP         | 934          | 19,82        |             |             |
| 4           | Marlene Camilleri         |             | PCF         | 622          | 13,20        |             |             |
| 4           | Gérard Esmiol             |             | PCF         | 622          | 13,20        |             |             |
| 5           | Philippe Berrod           |             | EÉLV        | 357          | 7,58         |             |             |
| 5           | Florence Jardin           |             | EÉLV        | 357          | 7,58         |             |             |
| 6           | Marie-Anne Baudoui-Maurel |             | DLF         | 339          | 7,19         |             |             |
| 6           | Jean-Marc Desloyal        |             | DLF         | 339          | 7,19         |             |             |
|             |                           |             |             |              |              |             |             |
| Inscrits    | Inscrits                  | Inscrits    | Inscrits    | 8 807        | 100,00       | 8 806       | 100,00      |
| Abstentions | Abstentions               | Abstentions | Abstentions | 3 864        | 43,87        | 3 728       | 42,33       |
| Votants     | Votants                   | Votants     | Votants     | 4 943        | 56,13        | 5 078       | 57,67       |
| Blancs      | Blancs                    | Blancs      | Blancs      | 158          | 3,20         | 330         | 6,50        |
| Nuls        | Nuls                      | Nuls        | Nuls        | 73           | 1,48         | 181         | 3,56        |
| Exprimés    | Exprimés                  | Exprimés    | Exprimés    | 4 712        | 95,33        | 4 567       | 89,94       |

### Canton de Forcalquier
| Candidats   | Candidats              | Partis      | Partis      | Premier tour | Premier tour | Second tour | Second tour |
| Candidats   | Candidats              | Partis      | Partis      | Voix         | %            | Voix        | %           |
| ----------- | ---------------------- | ----------- | ----------- | ------------ | ------------ | ----------- | ----------- |
| 1           | David Gehant           |             | UMP         | 1 780        | 40,45        | 2 220       | 48,89       |
| 1           | Patricia Paul          |             | UDI         | 1 780        | 40,45        | 2 220       | 48,89       |
| 2           | Sophie Balasse         |             | PS          | 1 621        | 36,83        | 2 321       | 51,11       |
| 2           | Khaled Benferhat       |             | PS          | 1 621        | 36,83        | 2 321       | 51,11       |
| 3           | Catherine Berthonnèche |             | EÉLV        | 1 000        | 22,72        |             |             |
| 3           | Léo Walter             |             | PG          | 1 000        | 22,72        |             |             |
|             |                        |             |             |              |              |             |             |
| Inscrits    | Inscrits               | Inscrits    | Inscrits    | 8 422        | 100,00       | 8 420       | 100,00      |
| Abstentions | Abstentions            | Abstentions | Abstentions | 3 525        | 41,85        | 3 366       | 38,98       |
| Votants     | Votants                | Votants     | Votants     | 4 897        | 58,15        | 5 054       | 60,02       |
| Blancs      | Blancs                 | Blancs      | Blancs      | 346          | 7,07         | 362         | 7,16        |
| Nuls        | Nuls                   | Nuls        | Nuls        | 150          | 3,06         | 151         | 2,99        |
| Exprimés    | Exprimés               | Exprimés    | Exprimés    | 4 401        | 89,87        | 4 541       | 89,85       |

### Canton de Manosque-1
| Candidats            | Candidats               | Partis      | Partis      | Premier tour | Premier tour | Second tour | Second tour |
| Candidats            | Candidats               | Partis      | Partis      | Voix         | %            | Voix        | %           |
| -------------------- | ----------------------- | ----------- | ----------- | ------------ | ------------ | ----------- | ----------- |
| 1                    | Jacques Bres            |             | UDI         | 1 440        | 33,89        | 2 568       | 66,34       |
| 1                    | Stéphanie Colombero     |             | UMP         | 1 440        | 33,89        | 2 568       | 66,34       |
| 2                    | Stéphanie Brochus       |             | FN          | 1 175        | 27,65        | 1 303       | 33,66       |
| 2                    | Éric Sauvaire           |             | FN          | 1 175        | 27,65        | 1 303       | 33,66       |
| 3                    | Daniel Bessolo          |             | DVG         | 925          | 21,77        |             |             |
| 3                    | Sylviane Chaumont*      |             | DVG         | 925          | 21,77        |             |             |
| 4                    | Tatiana Jeannard        |             | FG          | 443          | 10,43        |             |             |
| 4                    | Jean-François Pellarrey |             | FG          | 443          | 10,43        |             |             |
| 5                    | My Ismail El Ouadghiri  |             | DVG         | 266          | 6,26         |             |             |
| 5                    | Dominique Hermitte      |             | DVG         | 266          | 6,26         |             |             |
|                      |                         |             |             |              |              |             |             |
| Inscrits             | Inscrits                | Inscrits    | Inscrits    | 8 992        | 100,00       | 8 993       | 100,00      |
| Abstentions          | Abstentions             | Abstentions | Abstentions | 4 566        | 50,78        | 4 563       | 50,74       |
| Votants              | Votants                 | Votants     | Votants     | 4 426        | 49,22        | 4 430       | 49,26       |
| Blancs               | Blancs                  | Blancs      | Blancs      | 129          | 2,91         | 413         | 9,32        |
| Nuls                 | Nuls                    | Nuls        | Nuls        | 48           | 1,08         | 146         | 3,30        |
| Exprimés             | Exprimés                | Exprimés    | Exprimés    | 4 249        | 96,00        | 3 871       | 87,38       |
| * conseiller sortant |                         |             |             |              |              |             |             |

### Canton de Manosque-2
| Candidats            | Candidats                    | Partis      | Partis      | Premier tour | Premier tour | Second tour | Second tour |
| Candidats            | Candidats                    | Partis      | Partis      | Voix         | %            | Voix        | %           |
| -------------------- | ---------------------------- | ----------- | ----------- | ------------ | ------------ | ----------- | ----------- |
| 1                    | Roland Aubert*               |             | PS          | 1 118        | 28,88        | 2 394       | 64,69       |
| 1                    | Emmanuelle Fontaine-Domeizel |             | PS          | 1 118        | 28,88        | 2 394       | 64,69       |
| 2                    | Michel Faucherand            |             | FN          | 894          | 23,09        | 1 307       | 35,31       |
| 2                    | Sylvie Gosciniak             |             | FN          | 894          | 23,09        | 1 307       | 35,31       |
| 3                    | Camille Galtier              |             | UMP         | 879          | 22,71        |             |             |
| 3                    | Lise Raoult                  |             | UDI         | 879          | 22,71        |             |             |
| 4                    | Claude Testanière            |             | PG          | 381          | 9,84         |             |             |
| 4                    | Marie-Christine Thomas       |             | FG          | 381          | 9,84         |             |             |
| 5                    | Christian Girard             |             | DVD         | 340          | 8,78         |             |             |
| 5                    | Marie-Thérèse Girodo-Zanca   |             | DVD         | 340          | 8,78         |             |             |
| 6                    | Marie-Claude Brusat          |             | EÉLV        | 259          | 6,69         |             |             |
| 6                    | Bruno Chiambretto            |             | EÉLV        | 259          | 6,69         |             |             |
|                      |                              |             |             |              |              |             |             |
| Inscrits             | Inscrits                     | Inscrits    | Inscrits    | 7 794        | 100,00       | 7 794       | 100,00      |
| Abstentions          | Abstentions                  | Abstentions | Abstentions | 3 786        | 48,58        | 3 712       | 47,63       |
| Votants              | Votants                      | Votants     | Votants     | 4 008        | 51,42        | 4 082       | 52,37       |
| Blancs               | Blancs                       | Blancs      | Blancs      | 100          | 2,50         | 281         | 3,61        |
| Nuls                 | Nuls                         | Nuls        | Nuls        | 37           | 0,92         | 100         | 2,45        |
| Exprimés             | Exprimés                     | Exprimés    | Exprimés    | 3 871        | 96,58        | 3 701       | 90,67       |
| * conseiller sortant |                              |             |             |              |              |             |             |

### Canton de Manosque-3
| Candidats            | Candidats              | Partis      | Partis      | Premier tour | Premier tour | Second tour | Second tour |
| Candidats            | Candidats              | Partis      | Partis      | Voix         | %            | Voix        | %           |
| -------------------- | ---------------------- | ----------- | ----------- | ------------ | ------------ | ----------- | ----------- |
| 1                    | Clotilde Berki         |             | UDI         | 1 756        | 49,77        | 2 141       | 56,06       |
| 1                    | Jean-Claude Castel     |             | UMP         | 1 756        | 49,77        | 2 141       | 56,06       |
| 2                    | Martine Carriol        |             | PCF         | 995          | 28,20        | 1 678       | 43,94       |
| 2                    | Yannick Philipponneau* |             | PCF         | 995          | 28,20        | 1 678       | 43,94       |
| 3                    | Nathalie Detrait       |             | PS          | 777          | 22,02        |             |             |
| 3                    | Jean-Luc Queiras       |             | PS          | 777          | 22,02        |             |             |
|                      |                        |             |             |              |              |             |             |
| Inscrits             | Inscrits               | Inscrits    | Inscrits    | 8 123        | 100,00       | 8 124       | 100,00      |
| Abstentions          | Abstentions            | Abstentions | Abstentions | 4 201        | 51,72        | 3 997       | 49,20       |
| Votants              | Votants                | Votants     | Votants     | 3 922        | 48,28        | 4 127       | 50,80       |
| Blancs               | Blancs                 | Blancs      | Blancs      | 256          | 6,53         | 202         | 4,89        |
| Nuls                 | Nuls                   | Nuls        | Nuls        | 138          | 3,52         | 106         | 2,57        |
| Exprimés             | Exprimés               | Exprimés    | Exprimés    | 3 528        | 89,95        | 3 819       | 92,54       |
| * conseiller sortant |                        |             |             |              |              |             |             |

### Canton d'Oraison
| Candidats            | Candidats          | Partis      | Partis      | Premier tour | Premier tour | Second tour | Second tour |
| Candidats            | Candidats          | Partis      | Partis      | Voix         | %            | Voix        | %           |
| -------------------- | ------------------ | ----------- | ----------- | ------------ | ------------ | ----------- | ----------- |
| 1                    | Ghislaine Aubert   |             | FN          | 1 598        | 32,73        | 1 977       | 41,34       |
| 1                    | Bruno Papegaey     |             | FN          | 1 598        | 32,73        | 1 977       | 41,34       |
| 2                    | Guylaine Lefebvre  |             | DVD         | 1 231        | 25,22        | 2 805       | 58,66       |
| 2                    | Serge Sardella*    |             | DVD         | 1 231        | 25,22        | 2 805       | 58,66       |
| 3                    | Gérard Paul        |             | PG          | 1 218        | 24,95        |             |             |
| 3                    | Dominique Vignerie |             | PCF         | 1 218        | 24,95        |             |             |
| 4                    | Grégory Denize     |             | UMP         | 835          | 17,10        |             |             |
| 4                    | Élise Herment      |             | UDI         | 835          | 17,10        |             |             |
|                      |                    |             |             |              |              |             |             |
| Inscrits             | Inscrits           | Inscrits    | Inscrits    | 9 809        | 100,00       | 9 809       | 100,00      |
| Abstentions          | Abstentions        | Abstentions | Abstentions | 4 709        | 48,01        | 4 578       | 46,67       |
| Votants              | Votants            | Votants     | Votants     | 5 100        | 51,99        | 5 231       | 53,33       |
| Blancs               | Blancs             | Blancs      | Blancs      | 156          | 3,06         | 212         | 4,05        |
| Nuls                 | Nuls               | Nuls        | Nuls        | 62           | 1,22         | 237         | 4,53        |
| Exprimés             | Exprimés           | Exprimés    | Exprimés    | 4 882        | 95,73        | 4 782       | 91,42       |
| * conseiller sortant |                    |             |             |              |              |             |             |

### Canton de Reillanne
| Candidats            | Candidats        | Partis      | Partis      | Premier tour | Premier tour | Second tour | Second tour |
| Candidats            | Candidats        | Partis      | Partis      | Voix         | %            | Voix        | %           |
| -------------------- | ---------------- | ----------- | ----------- | ------------ | ------------ | ----------- | ----------- |
| 1                    | Michèle Bertin   |             | UMP         | 1 643        | 38,03        | 2 030       | 47,05       |
| 1                    | Louis Bremond    |             | UDI         | 1 643        | 38,03        | 2 030       | 47,05       |
| 2                    | Pierre Pourcin*  |             | PS          | 1 541        | 35,67        | 2 285       | 52,95       |
| 2                    | Brigitte Reynaud |             | EÉLV        | 1 541        | 35,67        | 2 285       | 52,95       |
| 3                    | Alain Clapier    |             | PCF         | 1 136        | 26,30        |             |             |
| 3                    | Claire Dufour    |             | PCF         | 1 136        | 26,30        |             |             |
|                      |                  |             |             |              |              |             |             |
| Inscrits             | Inscrits         | Inscrits    | Inscrits    | 8 689        | 100,00       | 8 690       | 100,00      |
| Abstentions          | Abstentions      | Abstentions | Abstentions | 3 904        | 44,93        | 3 858       | 44,40       |
| Votants              | Votants          | Votants     | Votants     | 4 785        | 55,07        | 4 832       | 55,60       |
| Blancs               | Blancs           | Blancs      | Blancs      | 261          | 5,45         | 292         | 6,04        |
| Nuls                 | Nuls             | Nuls        | Nuls        | 204          | 4,26         | 225         | 4,66        |
| Exprimés             | Exprimés         | Exprimés    | Exprimés    | 4 320        | 90,28        | 4 315       | 89,30       |
| * conseiller sortant |                  |             |             |              |              |             |             |

### Canton de Riez
| Candidats            | Candidats               | Partis      | Partis      | Premier tour | Premier tour | Second tour | Second tour |
| Candidats            | Candidats               | Partis      | Partis      | Voix         | %            | Voix        | %           |
| -------------------- | ----------------------- | ----------- | ----------- | ------------ | ------------ | ----------- | ----------- |
| 1                    | Delphine Bagarry        |             | PS          | 1 335        | 30,82        | 2 530       | 60,88       |
| 1                    | André Laurens*          |             | PS          | 1 335        | 30,82        | 2 530       | 60,88       |
| 2                    | Cassandre Loubry        |             | FN          | 1 141        | 26,34        | 1 626       | 39,12       |
| 2                    | Jean Luffarelli         |             | FN          | 1 141        | 26,34        | 1 626       | 39,12       |
| 3                    | Henri Couilliot         |             | UDI         | 910          | 21,01        |             |             |
| 3                    | Isabel Giordanengo      |             | UMP         | 910          | 21,01        |             |             |
| 4                    | Michèle Bizot-Gastaldi* |             | PCF         | 626          | 14,45        |             |             |
| 4                    | Olivier Ponce           |             | PCF         | 626          | 14,45        |             |             |
| 5                    | Christophe Lucas        |             | EÉLV        | 320          | 7,39         |             |             |
| 5                    | Magali Villard          |             | EÉLV        | 320          | 7,39         |             |             |
|                      |                         |             |             |              |              |             |             |
| Inscrits             | Inscrits                | Inscrits    | Inscrits    | 7 682        | 100,00       | 7 682       | 100,00      |
| Abstentions          | Abstentions             | Abstentions | Abstentions | 3 112        | 40,51        | 3 039       | 39,56       |
| Votants              | Votants                 | Votants     | Votants     | 4 570        | 59,49        | 4 643       | 60,44       |
| Blancs               | Blancs                  | Blancs      | Blancs      | 164          | 3,59         | 346         | 7,45        |
| Nuls                 | Nuls                    | Nuls        | Nuls        | 74           | 1,62         | 141         | 3,04        |
| Exprimés             | Exprimés                | Exprimés    | Exprimés    | 4 332        | 94,79        | 4 156       | 89,51       |
| * conseiller sortant |                         |             |             |              |              |             |             |

### Canton de Seyne
| Candidats            | Candidats            | Partis      | Partis      | Premier tour | Premier tour | Second tour | Second tour |
| Candidats            | Candidats            | Partis      | Partis      | Voix         | %            | Voix        | %           |
| -------------------- | -------------------- | ----------- | ----------- | ------------ | ------------ | ----------- | ----------- |
| 1                    | Évelyne Faure        |             | PS          | 1 226        | 28,17        | 2 554       | 63,00       |
| 1                    | Jean-Yves Roux*      |             | PS          | 1 226        | 28,17        | 2 554       | 63,00       |
| 2                    | Muriel de Vita       |             | FN          | 1 040        | 23,90        | 1 500       | 37,00       |
| 2                    | Thomas Loubry        |             | FN          | 1 040        | 23,90        | 1 500       | 37,00       |
| 3                    | Marie-France Dulau   |             | FG          | 881          | 20,24        |             |             |
| 3                    | Jean-Jacques Lachamp |             | FG          | 881          | 20,24        |             |             |
| 4                    | Sandrine Maurel      |             | UDI         | 681          | 15,65        |             |             |
| 4                    | Bruno Savornin       |             | UMP         | 681          | 15,65        |             |             |
| 5                    | Gérard Dubuisson     |             | DVD         | 524          | 12,04        |             |             |
| 5                    | Béatrice Savornin    |             | DVD         | 524          | 12,04        |             |             |
|                      |                      |             |             |              |              |             |             |
| Inscrits             | Inscrits             | Inscrits    | Inscrits    | 7 342        | 100,00       | 7 341       | 100,00      |
| Abstentions          | Abstentions          | Abstentions | Abstentions | 2 789        | 37,99        | 2 778       | 37,84       |
| Votants              | Votants              | Votants     | Votants     | 4 553        | 62,01        | 4 563       | 62,16       |
| Blancs               | Blancs               | Blancs      | Blancs      | 123          | 2,70         | 343         | 7,52        |
| Nuls                 | Nuls                 | Nuls        | Nuls        | 78           | 1,71         | 166         | 3,64        |
| Exprimés             | Exprimés             | Exprimés    | Exprimés    | 4 352        | 95,59        | 4 054       | 88,85       |
| * conseiller sortant |                      |             |             |              |              |             |             |

### Canton de Sisteron
| Candidats   | Candidats          | Partis      | Partis      | Premier tour | Premier tour | Second tour | Second tour |
| Candidats   | Candidats          | Partis      | Partis      | Voix         | %            | Voix        | %           |
| ----------- | ------------------ | ----------- | ----------- | ------------ | ------------ | ----------- | ----------- |
| 1           | Robert Gay         |             | UMP         | 2 206        | 45,42        | 3 130       | 72,15       |
| 1           | Isabelle Morineaud |             | UMP         | 2 206        | 45,42        | 3 130       | 72,15       |
| 2           | Michel Blume       |             | LS          | 853          | 17,56        | 1 208       | 27,85       |
| 2           | Sylvie Tauzin      |             | LS          | 853          | 17,56        | 1 208       | 27,85       |
| 3           | Nathalie Bremond   |             | DVG         | 814          | 16,76        |             |             |
| 3           | Jean-Louis Clément |             | DVG         | 814          | 16,76        |             |             |
| 4           | Évelyne Blanc      |             | PCF         | 534          | 10,99        |             |             |
| 4           | Cyril Derdiche     |             | PCF         | 534          | 10,99        |             |             |
| 5           | Jean-Bruno Méric   |             | EÉLV        | 450          | 9,26         |             |             |
| 5           | Gregoria Recton    |             | EÉLV        | 450          | 9,26         |             |             |
|             |                    |             |             |              |              |             |             |
| Inscrits    | Inscrits           | Inscrits    | Inscrits    | 9 616        | 100,00       | 9 616       | 100,00      |
| Abstentions | Abstentions        | Abstentions | Abstentions | 4 367        | 45,41        | 4 545       | 47,26       |
| Votants     | Votants            | Votants     | Votants     | 5 249        | 54,59        | 5 071       | 52,74       |
| Blancs      | Blancs             | Blancs      | Blancs      | 280          | 5,33         | 483         | 9,52        |
| Nuls        | Nuls               | Nuls        | Nuls        | 112          | 2,13         | 250         | 4,93        |
| Exprimés    | Exprimés           | Exprimés    | Exprimés    | 4 857        | 92,53        | 4 338       | 85,55       |

### Canton de Valensole
| Candidats   | Candidats                | Partis      | Partis      | Premier tour | Premier tour | Second tour | Second tour |
| Candidats   | Candidats                | Partis      | Partis      | Voix         | %            | Voix        | %           |
| ----------- | ------------------------ | ----------- | ----------- | ------------ | ------------ | ----------- | ----------- |
| 1           | Laurence Turquet         |             | FN          | 1 239        | 30,95        | 1 753       | 44,11       |
| 1           | Robert Vidal             |             | FN          | 1 239        | 30,95        | 1 753       | 44,11       |
| 2           | Jean-Christophe Petrigny |             | PS          | 1 107        | 27,65        | 2 221       | 55,89       |
| 2           | Nathalie Ponce-Gassier   |             | PS          | 1 107        | 27,65        | 2 221       | 55,89       |
| 3           | Robert Laurenti          |             | UMP         | 770          | 19,24        |             |             |
| 3           | Mireille Vial-Tudela     |             | UDI         | 770          | 19,24        |             |             |
| 4           | Danielle Casale          |             | DVD         | 518          | 12,94        |             |             |
| 4           | Maurice Lallement        |             | DVD         | 518          | 12,94        |             |             |
| 5           | Aurore Hernandez         |             | PCF         | 369          | 9,22         |             |             |
| 5           | Alain Le Métayer         |             | PCF         | 369          | 9,22         |             |             |
|             |                          |             |             |              |              |             |             |
| Inscrits    | Inscrits                 | Inscrits    | Inscrits    | 7 129        | 100,00       | 7 132       | 100,00      |
| Abstentions | Abstentions              | Abstentions | Abstentions | 2 956        | 41,46        | 2 757       | 38,66       |
| Votants     | Votants                  | Votants     | Votants     | 4 173        | 58,54        | 4 375       | 61,34       |
| Blancs      | Blancs                   | Blancs      | Blancs      | 127          | 3,04         | 287         | 6,56        |
| Nuls        | Nuls                     | Nuls        | Nuls        | 43           | 1,03         | 114         | 2,61        |
| Exprimés    | Exprimés                 | Exprimés    | Exprimés    | 4 003        | 95,93        | 3 974       | 90,83       |